# John Dollard
John Dollard (Menasha, 29 agosto 1900 – New Haven, 8 ottobre 1980) è stato uno psicologo e sociologo statunitense.

## Biografia
Professore all'Università di Yale, diresse numerose ricerche di antropologia sociale e portò notevoli contributi allo studio dell'aggressività e dell'apprendimento.

## Opere
- Frustrazione e aggressività, 1939
- Approfondimento sociale e imitazione, 1941